# Suzanne et les Vieillards (film, 1912)
Pour l'épisode biblique, voir Suzanne et les vieillards.
Suzanne et les Vieillards est un film tourné en 1912 par Henri Fescourt

## Distribution
- Suzanne Grandais : Suzanne